# Mamahaha no tsurego ga motokano datta
Mamahaha no tsurego ga motokano datta (Nhật: 継母の連れ子が元カノだった n.đ. "Đứa con mà mẹ kế dẫn về từng là bạn gái cũ"), gọi tắt là Tsurekano (連れカノ) là loạt light novel hài lãng mạn Nhật Bản do Kamishiro Kyōsuke viết và Takayaki vẽ minh họa. Ban đầu được đăng dưới dạng tiểu thuyết mạng trên trang web Kakuyomu vào năm 2017 và được Kadokawa Shoten xuất bản thành sách dưới ấn hiệu Kadokawa Sneakers Bunko từ năm 2018. Một bản chuyển thể manga do Kusakabe Rei thực hiện được đăng tải trên trang Dra Dra Sharp và Dra Dra Flat thuộc website Niconico Seiga kể từ tháng 4 năm 2019. Bản chuyển thể anime dài tập sản xuất bởi Project No.9 được phát sóng từ tháng 7 đến tháng 9 năm 2022.

## Nội dung
Irido Mizuto và Ayai Yume từng hẹn hò trong thời sơ trung. Tuy nhiên, vì bất đồng trong những chuyện nhỏ nhặt mà hai người đã quyết định chia tay nhau vào ngày tốt nghiệp. Tưởng rằng mọi chuyện đã kết thúc, chỉ 2 tuần sau Mizuto lại biết được người mẹ kế mà bố cậu sắp tái hôn lại chính là mẹ của Yume. Cũng vì thế mà Mizuto và Yume trở thành anh chị em một nhà trên danh nghĩa. Để giữ bí mật quan hệ tình cảm trước kia với bố mẹ, hai người đã đặt ra "luật lệ anh chị em", rằng đối phương nào tỏ tình trước sẽ là người thua cuộc.

## Nhân vật
Irido Mizuto (伊理戸 水斗)
Lồng tiếng bởi: Shimono Hiro (anime), Uemura Yūto (CD drama) (tiếng Nhật); Thái Văn Minh Vũ (tiếng Việt)
Irido Yume (伊理戸 結女)
Lồng tiếng bởi: Hidaka Rina (anime), Koga Aoi (CD drama) (tiếng Nhật); Võ Huyền Chi (tiếng Việt)
Minami Akatsuki (南 暁月)
Lồng tiếng bởi: Hasegawa Ikumi (anime), Yakada Yūki (CD drama) (tiếng Nhật); Trương Ngọc Châu (tiếng Việt)
Kawanami Kogure (川波 小暮)
Lồng tiếng bởi: Okamoto Nobuhiko (anime), Hatanaka Tasuku (CD drama) (tiếng Nhật); Hà Mai Quang Vinh (tiếng Việt)
Higashira Isana (東頭 いさな)
Lồng tiếng bởi: Tomita Miyu (anime), Hanamori Yumiri (CD drama) (tiếng Nhật); Trần Nguyễn Linh Phương (tiếng Việt)
Irido Mineaki (伊理戸 峰秋)
Lồng tiếng bởi: Okitsu Kazuyuki (anime) (tiếng Nhật); Huỳnh Gia Khánh (tiếng Việt)
Cha ruột của Mizuto và là cha dượng của Yume.
Irido Yuni (伊理戸 由仁)
Lồng tiếng bởi: Kayano Ai (anime) (tiếng Nhật); Phạm Hồ Thanh Lộc (tiếng Việt)
Mẹ ruột của Yume và là mẹ kế của Mizuto.

## Các chuyển thể

### Light novel
Bộ truyện bắt đầu được đăng nhiều kỳ trên trang web tiểu thuyết trực tuyến Kakuyomu vào ngày 7 tháng 8 năm 2017, với phiên bản in bắt đầu xuất bản dưới ấn phẩm Kadokawa Sneaker Bunko của Kadokawa Shoten vào 1 tháng 12 năm 2018. Tại khu vực Bắc Mĩ, light novel được phát hành bởi J-Novel Club.
Trong bộ Blu-ray của bộ anime, một câu chuyện giả định ban đầu có tiêu đề Mamahaha no tsurego ga imakano datta (継母の連れ子が今カノだった "Đứa con mà mẹ kế dẫn về đã là bạn gái hiện tại") được viết bởi Kamishiro Kyōsuke. Câu chuyện kể về điều gì sẽ xảy ra nếu Yume và Mizuto không chia tay trước khi họ trở thành anh chị em trên danh nghĩa.
| #  | Ngày phát hành tiếng Nhật                                   | ISBN tiếng Nhật                                                 |
| -- | ----------------------------------------------------------- | --------------------------------------------------------------- |
| 1  | 1 tháng 12, 2018                                            | 978-4-04-107684-2                                               |
| 2  | 1 tháng 5, 2019                                             | 978-4-04-108255-3                                               |
| 3  | 1 tháng 12, 2019                                            | 978-4-04-108264-5                                               |
| 4  | 1 tháng 4, 2020                                             | 978-4-04-109164-7                                               |
| 5  | 1 tháng 9, 2020 (bản thường) 1 tháng 9, 2020 (bản đặc biệt) | 978-4-04-109165-4 (bản thường) 978-4-04-109540-9 (bản đặc biệt) |
| 6  | 29 tháng 1, 2021                                            | 978-4-04-111043-0                                               |
| 7  | 30 tháng 7, 2021                                            | 978-4-04-111044-7                                               |
| 8  | 1 tháng 2, 2022                                             | 978-4-04-111953-2                                               |
| 9  | 1 tháng 7, 2022                                             | 978-4-04-111954-9                                               |
| 10 | 1 tháng 4, 2023                                             | 978-4-04-113458-0                                               |
| 11 | 1 tháng 12, 2023                                            | 978-4-04-114276-9                                               |
| 12 | 1 tháng 11, 2024                                            | 978-4-04-115070-2                                               |

### Manga
Bản chuyển thể manga của Rei Kusakabe đã bắt đầu được phát hành trực tuyến trên trang Dra Dra Sharp và Dra Dra Flat thuộc website Niconico Seiga kể từ ngày 26 tháng 4 năm 2019, và đã được biên soạn thành các tập tankōbon bởi nhà xuất bản Fujimi Shobo.
| #  | Ngày phát hành tiếng Nhật | ISBN tiếng Nhật   |
| -- | ------------------------- | ----------------- |
| 1  | 9 tháng 12, 2019          | 978-4-04-073393-7 |
| 2  | 9 tháng 7, 2020           | 978-4-04-073715-7 |
| 3  | 8 tháng 5, 2021           | 978-4-04-074057-7 |
| 4  | 9 tháng 5, 2022           | 978-4-04-074461-2 |
| 5  | 9 tháng 12, 2022          | 978-4-04-074782-8 |
| 6  | 7 tháng 7, 2023           | 978-4-04-075054-5 |
| 7  | 9 tháng 1, 2024           | 978-4-04-075284-6 |
| 8  | 9 tháng 7, 2024           | 978-4-04-075524-3 |
| 9  | 9 tháng 1, 2025           | 978-4-04-075750-6 |
| 10 | 9 tháng 7, 2025           | 978-4-04-075916-6 |

### Anime
Vào ngày 21 tháng 7 năm 2021, trang Twitter chính thức của light novel công bố một dự án chuyển thể anime. Anime được sản xuất bởi xưởng phim project No.9, Shinsuke Yanagi đạo diễn anime, Akao Deko viết kịch bản và Sato Katsuyuki thiết kế nhân vật. Mizutani Hiromi sáng tác nhạc nền. Nhóm DIALOGUE+ thể hiện bài hát đầu phim là "Deneb to Spica" (デネブとスピカ), còn bài hát kết phim là "Futari Pinocchio" (ふたりピノキオ) thể hiện bởi nhóm harmoe.
Anime lên sóng truyền hình từ ngày 6 tháng 7 đến ngày 21 tháng 9 năm 2022. Crunchyroll cấp phép phát sóng anime bên ngoài khu vực châu Á. Medialink phân phối anime tại các khu vực Đông Nam Á/Nam Á và đăng tải trên kênh YouTube Ani-One với phiên bản lồng tiếng Việt.

#### Danh sách tập
| TT. | Tiêu đề | Đạo diễn           | Biên kịch       | Phân cảnh                   | Ngày phát hành gốc  |
| --- | --- | ------------------ | --------------- | --------------------------- | ------------------- |
| 1   | "Người yêu cũ không muốn bị gọi tên 'Chính ở điểm đó......!'" Chuyển ngữ: "Moto Kappuru wa Yobitakunai 'Sō Iu Tokoro ga......!'" (tiếng Nhật: 元カップルは呼びたくない「そういうところが......！」)                                                     | Mitsutoshi Satō    | Deko Akao       | Shinsuke Yanagi             | 6 tháng 7 năm 2022  |
| 2   | "Một ngày chăm bệnh của cặp đôi cũ 'Nghe bảo là 38 độ'" Chuyển ngữ: "Moto Kappuru no Kanbyō na Hi 'Sanjūhachido tte Kiitakedo'" (tiếng Nhật: 元カップルの看病な日「三十八度って聞いたけど」)                                                            | Takeyuki Sadohara  | Satoru Sugizawa | Keiichi Ishikura            | 13 tháng 7 năm 2022 |
| 3   | "Thú nhận của cặp đôi cũ 'Không làm gì kỳ cục với nó đấy chứ?'" Chuyển ngữ: "Moto Kappuru wa Hakujō Suru 'Hennakoto, Shi Tenaidarou na?'" (tiếng Nhật: 元カップルは白状する「変なこと、してないだろうな？」)                                            | Mitsutoshi Satō    | Maika Shizuhara | Mitsutoshi Satō             | 20 tháng 7 năm 2022 |
| 4   | "Không phải như thế" Chuyển ngữ: "Sō Iu no Janai" (tiếng Nhật: そういうのじゃない) | Yoshiyuki Hinosaki | Deko Akao       | Yoshihisa Iida              | 27 tháng 7 năm 2022 |
| 5   | "Cặp đôi cũ qua đêm bên ngoài 'Không có gì'" Chuyển ngữ: "Moto Kappuru wa o Tomari Suru 'Dōitashimashite'" (tiếng Nhật: 元カップルはお泊まりする「どういたしまして」)                                                                                   | Natsuki Kamada     | Deko Akao       | Hiroshi Aoyama              | 3 tháng 8 năm 2022  |
| 6   | "Cặp đôi cũ quyết đấu 'Đừng có giỡn mặt!!'" Chuyển ngữ: "Moto Kappuru wa Kisoiau 'Baka ni Shinaide Yotsu!!'" (tiếng Nhật: 元カップルは競い合う「馬鹿にしないでよっ！！」)                                                                               | Mitsutoshi Satō    | Yūya Suzuzaki   | Keiichi Ishikura            | 10 tháng 8 năm 2022 |
| 7   | "Higashira Isana không biết yêu" Chuyển ngữ: "Higashira Isana wa Koi o Shiranai" (tiếng Nhật: 東頭いさなは恋を知らない) | Tomio Yamauchi     | Maika Shizuhara | Keiichi Ishikura            | 17 tháng 8 năm 2022 |
| 8   | "Cặp đôi cũ cảnh giác 'Mình đã bị từ chối rồi, nên không sao đâu'" Chuyển ngữ: "Moto Kappuru wa Keikai Suru 'Watashi wa mō Fura Reteru Ndesukara, Daijōbudesuyo'" (tiếng Nhật: 元カップルは警戒する「わたしはもうフラれてるんですから、大丈夫ですよ」)  | Masayuki Matsumoto | Maika Shizuhara | Royden B                    | 24 tháng 8 năm 2022 |
| 9   | "Tuổi trẻ nông nổi" Chuyển ngữ: "Wakage no Itari" (tiếng Nhật: 若気の至り) | Takeyuki Sadohara  | Maika Shizuhara | Royden B Masayuki Takahashi | 31 tháng 8 năm 2022 |
| 10  | "Cặp đôi cũ không hiểu cảm giác khoảng cách 'Có hơi bị gần gũi quá không đấy?'" Chuyển ngữ: "Moto Kappuru wa Kyorikan ga Wakaranai 'Nanka Yosoyososhiku Nattenai ka?'" (tiếng Nhật: 元カップルは距離感がわからない「なんかよそよそしくなってないか？」) | Yōhei Fukui        | Satoru Sugizawa | Yoshiyuki Hinosaki          | 7 tháng 9 năm 2022  |
| 11  | "Cặp đôi cũ về quê 'Chắc là một người hay cười'" Chuyển ngữ: "Moto Kappuru wa Kisei Suru 'Yoku, Warau Hitodatta ka na'" (tiếng Nhật: 元カップルは帰省する「よく、笑う人だったかな」)                                                                    | Kū Nanbara         | Deko Akao       | Jun'ichi Sakata             | 14 tháng 9 năm 2022 |
| 12  | "Nụ hôn đầu tuyên chiến" Chuyển ngữ: "Fāsuto Kisu wa Fukoku Suru" (tiếng Nhật: ファースト・キスは布告する) | Mitsutoshi Satō    | Deko Akao       | Keiichi Ishikura            | 21 tháng 9 năm 2022 |

- Tựa đề tiếng Việt được lấy từ Bilibili.

## Đón nhận
Trong cuốn sách xếp hạng light novel Kono Light Novel ga Sugoi! của nhà xuất bản Takarajimasha, Mamahaha no tsurego ga motokano datta được xếp vào hạng mục bunkobon, đứng lần lượt tại vị trí số 7 vào năm 2020 và vị trí thứ 5 vào năm 2021.
Tính đến tháng 7 năm 2021, bộ light novel đã đạt hơn 450.000 bản in tại thị trường Nhật Bản; đạt tổng cộng 500.000 bản tính đến tháng 1 năm 2022.

### Giải thưởng
| Giải thưởng                                | Ngày trao giải | Hạng mục             | Người/tác phẩm chiến thắng/đề cử              | Kết quả   |
| ------------------------------------------ | -------------- | -------------------- | --------------------------------------------- | --------- |
| Giải thưởng L-n News Online                | 2018           | Toàn diện            | Mamahaha no tsurego ga motokano datta         | Đề cử     |
| Giải thưởng L-n News Online                | 2018           | Moeta                | Mamahaha no tsurego ga motokano datta         | Đề cử     |
| Giải thưởng L-n News Online                | 2018           | Toàn diện (mới)      | Mamahaha no tsurego ga motokano datta         | Đề cử     |
| Giải thưởng L-n News Online                | 2018           | Shinsaku             | Mamahaha no tsurego ga motokano datta         | Đề cử     |
| Giải thưởng webnovel Kakuyomu lần thứ 3    | 2018           | Hài lãng mạn         | Mamahaha no tsurego ga motokano datta         | Đoạt giải |
| Light Novel này thật tuyệt vời!            | 2020           | Shinsaku             | Mamahaha no tsurego ga motokano datta         | Thứ 3     |
| Light Novel này thật tuyệt vời!            | 2020           | Bunkobon             | Mamahaha no tsurego ga motokano datta         | Thứ 7     |
| Giải thưởng thưởng Book Meter của năm 2020 | 2020           | Xếp hạng light novel | Mamahaha no tsurego ga motokano datta (tập 4) | Thứ 10    |
| Light Novel này thật tuyệt vời!            | 2021           | Bunkobon             | Mamahaha no tsurego ga motokano datta (tập 4) | Thứ 5     |
| Giải thưởng trực tuyến về Ranobe           | 2021           | Toàn diện            | Mamahaha no tsurego ga motokano datta (tập 7) | Đề cử     |
| Giải thưởng trực tuyến về Ranobe           | 2021           | Moeta                | Mamahaha no tsurego ga motokano datta (tập 7) | Đề cử     |
| Light Novel này thật tuyệt vời!            | 2022           | Bunkobon             | Mamahaha no tsurego ga motokano datta (tập 7) | Thứ 11    |